# Tiếng Thái
Tiếng Thái (tiếng Thái: ภาษาไทย, RTGS: phasa thai), còn gọi là tiếng Xiêm hay tiếng Thái Xiêm, là ngôn ngữ chính thức của Thái Lan và là tiếng mẹ đẻ của người Thái, dân tộc chiếm đa số ở Thái Lan.
Tiếng Thái là một thành viên của nhóm ngôn ngữ Thái trực thuộc ngữ hệ Tai-Kadai. Các ngôn ngữ trong hệ Tai-Kadai được cho là có nguồn gốc từ vùng miền Nam Trung Quốc ngày nay và nhiều nhà ngôn ngữ học đã đưa ra những bằng chứng về mối liên hệ với các ngữ hệ Nam Á, Nam Đảo, hoặc Hán-Tạng. Đây là một ngôn ngữ có thanh điệu (tonal) và có tính phân tích (analytic). Sự phối hợp thanh điệu, quy tắc chính tả phức tạp, tạo liên hệ (có thể là liên tưởng?) và sự phân biệt trong hệ thống thanh điệu khiến tiếng Thái trở nên khó học với những người chưa từng sử dụng ngôn ngữ có liên quan.
Quốc ngữ của Thái Lan - thứ tiếng được dạy trong tất cả các trường học - là tiếng Thái phương ngữ của đồng bằng miền Trung. Nó còn được gọi là tiếng Thái Xiêm, hay tiếng Thái Bangkok như cách gọi của những người dân quê. Mặc dù gần như tất cả người dân trong nước đều ít nhiều biết phương ngữ này nhưng nhiều người Thái Lan, ngay cả những người thuộc dân tộc Thái, vẫn nói bằng nhiều "phương ngữ" khác nhau.
Nhìn chung thì tiếng Thái tiêu chuẩn và các "phương ngữ" Thái là tiếng mẹ đẻ của khoảng 84% dân số. Tiếng Trung Quốc (tiếng Tiều) là ngôn ngữ của khoảng 10% dân số.
Tiếng Lào và tiếng Thái Lan có quan hệ khá gần gũi. Người Thái Lan và người Lào nói chuyện có thể hiểu nhau, tuy nhiên chữ Lào và chữ Thái Lan khác nhau. 20 triệu người (⅓ dân số Thái Lan) ở vùng Đông Bắc Thái Lan nói tiếng Lào như tiếng mẹ đẻ trong khi thông thạo tiếng Thái thông qua giáo dục. Tuy nhiên vì lý do chính trị nên chính phủ Thái Lan đã đổi tên ngôn ngữ này thành tiếng Isan và thậm chí coi đây là các phương ngữ của tiếng Thái.. Ngoài ra, tiếng Bắc Thái được 6 triệu người ở các tỉnh cực bắc đất nước sử dụng và tiếng Nam Thái được 5 triệu người ở các tỉnh cực nam sử dụng. Cũng vì lý do chính trị nên chính phủ Thái Lan chỉ coi đây là "phương ngữ" của tiếng Thái chứ không phải là các ngôn ngữ riêng biệt.
Hơn một nửa từ vựng trong tiếng Thái được vay mượn từ Pali và Sanskrit (tiếng Phạn).

## Lịch sử
Xưa nay, nhiều người chưa xác định được cụ thể thời điểm xuất hiện của chữ Thái. Chữ Thái cổ xưa nhất chính là chữ của Người Thái Đen (Tay Đằm ไทดำ/ ꪼꪕ ꪒꪾ) ngày nay. Người ta chưa thể xác định rõ chữ Thái Đen ra đời từ khi nào, tuy nhiên người ta đã biết đến các cuốn sách ghi chép từ thế kỷ XI, do đó có thể chữ Thái Đen đã ra đời từ trước đó khá lâu.
Vị vua vĩ đại nhất của vương triều Sukhothai là Răm-khăm-hẻng (Ramkhamhaeng) đã cho xây dựng một tấm bia kỉ niệm bằng đá khắc những dòng chữ tôn vinh triều đại của ông. Tấm bia được khắc bằng một thứ chữ viết mới, đó là thứ chữ viết thuần của người Thái.
Bảng chữ cái Thái có nguồn gốc hoặc ít nhất chịu ảnh hưởng từ bảng chữ cái Khmer Cổ, một loại chữ được phát triển từ ký tự Pallava có nguồn gốc từ miền nam Ấn Độ. Ký tự Pallava lại dựa trên ký tự Brahmi, một loại chữ viết của Ấn Độ cổ đại. Chữ Thái được hình thành từ nét cong từ bộ chữ của người Thái đen kết hợp với nét thẳng từ bộ chữ Tamil (Ấn Độ); kết quả cho ra bảng chữ cái tiếng Thái được dùng phổ biến ngày nay.
Trong văn bản của vua Răm-khăm-hẻng, cả phụ âm lẫn nguyên âm được viết trên cùng một dòng. Nhưng về sau cách viết này đã thay đổi đến nỗi chỉ có các phụ âm được viết trên cùng một dòng, còn các nguyên âm được viết bên ngoài dòng (trên hay dưới). Đến thời đại in ấn sách vở, cách viết này đã gây nhiều khó khăn trong việc xếp chữ in và sắp xếp trật tự từ vựng trong từ điển. Những rắc rối đó vẫn còn tồn tại dai dẳng đến tận bây giờ.

## Thanh điệu trong tiếng Thái
Tiếng Thái thuộc nhánh Thái Tây Nam trong nhóm ngôn ngữ Tai thuộc ngữ hệ Tai-Kadai có quan hệ gần với tiếng Lào, Shan, Thái Đen, Phu Thái, tiếng Lự,...và xa hơn nữa là tiếng Tráng, Tày, Nùng, tiếng Thái Na. Những từ Thái thuần là những từ đơn âm tiết và có cấu trúc khá giống như trong tiếng Việt. Tiếng Thái có năm thanh, cũng gần giống như tiếng Việt:
- Thanh cao - Thanh luyến lên (mái thô ไม้โท)
- Thanh thấp - Thanh huyền (mái ệk ไม้เอก)
- Thanh bằng - Thanh không hay thanh ngang (mái sả măn ไม้สามัญ)
- Thanh sắc (mái tri ไม้ตรี)
- Thanh hỏi (mái chặt ta wa ไม้จัตวา)

Riêng "thanh luyến xuống" (hay còn gọi là "thanh lên - xuống") thì là một thanh đặc biệt. Ta không thấy thanh này trong tiếng Việt. Và chính với thanh điệu đặc biệt này đã tạo cho tiếng Thái trở thành một thứ tiếng giàu ngữ điệu, lên bổng xuống trầm uyển chuyển, ấn tượng, dễ nghe và lôi cuốn.
Tuy nhiên tiếng Thái không có thanh "nặng" như trong tiếng Việt và điều này khiến người Thái gặp khó khăn trong việc học phát âm tiếng Việt. Cũng như "thanh lên - xuống" trong tiếng Thái, có thể coi là một "cơn ác mộng" đối với người học tiếng Thái như một ngoại ngữ (trừ trường hợp người Lào vì tiếng Lào và tiếng Thái rất giống nhau, chỉ khác ở một số cách sử dụng thanh điệu).

## Ngôn ngữ địa phương tại Thái Lan
Hơn 69 triệu người nói tiếng Thái (năm 2020). Hơn nữa, hầu hết người Thái ở các vùng phía bắc và đông bắc (Isản) của đất nước ngày nay là những người nói song ngữ Trung Thái và các phương ngữ khu vực tương ứng của họ do thực tế rằng giọng Bangkok (Trung Thái) là ngôn ngữ dành cho các lĩnh vực truyền hình, giáo dục, tin tức, và tất cả các hình thức truyền thông. Một nghiên cứu gần đây cho thấy rằng những người nói tiếng Bắc Thái (hay tiếng Khăm Mueang) đã trở nên quá ít, vì hầu hết người dân ở miền Bắc Thái Lan hiện nay luôn nói tiếng Thái Chuẩn, do đó họ hiện đang sử dụng hầu hết các từ Trung Thái và gia vị. chỉ nói với giọng "kham mueang". Tiếng Thái chuẩn dựa trên sổ đăng ký của các lớp học được đào tạo ở Bangkok. Ngoài phương ngữ Bangkok, Thái Lan là quê hương của các ngôn ngữ Tai có liên quan khác . Mặc dù một số nhà ngôn ngữ học phân loại các phương ngữ này là các ngôn ngữ có liên quan nhưng riêng biệt, người bản ngữ thường xác định chúng là các biến thể khu vực hoặc phương ngữ của cùng một ngôn ngữ Thái Lan, hoặc là "các loại tiếng Thái khác nhau".

### Vùng trung tâm Thái
- Đồng bằng trung tâm:
  - Phương ngữ Ayutthaya (Thái chuẩn, Bắc Bangkok), được nói bản địa ở các vùng lân cận Bangkok như Ayutthaya, Ang Thong, Lopburi, Saraburi, Nakhon Nayok, Nonthaburi, Pathum Thani, Samut Sakhon và Samut Prakan cùng với Bắc Bangkok.  Phương ngữ này là phương ngữ truyền thống của tầng lớp lao động ở Bắc Bangkok, chỉ một phương ngữ được sử dụng trong hệ thống giáo dục và trên Tin tức Hoàng gia Thái Lan hoặc các phương tiện truyền thông bảo thủ bằng tiếng Thái.
  - Phương ngữ Thonburi (còn gọi là phương ngữ Bangkok), được nói ở Thon Buri của Bangkok.  Phương ngữ này có một số ảnh hưởng tiếng Bồ Đào Nha và tiếng Ba Tư.
  - Phương ngữ Minburi, được nói ở phía Đông Bangkok (gồm các quận Minburi, Nongchok, Khlongsamwa và Lat Krabang ), phương ngữ này có một số ảnh hưởng tiếng Mã Lai.
  - Phương ngữ miền Đông, được nói ở Chachoengsao (ngoại trừ Mueang Paet Riu, Bang Khla, Ban Pho  và Bang Pakong, nói phương ngữ Chonburi) và Prachinburi (ngoại trừ Nadi và Prachantakham nói tiếng Isản)
  - Viêng Chăn Trung Thái, được nói ở Tha Bo và một số vùng của Ratchaburi.  Có liên quan mật thiết và đôi khi được coi là một loạt các phương ngữ Ayutthaya.
- Phương ngữ truyền thống.
  - Phương ngữ Suphanburi, được nói ở Suphanburi, Sing Buri, Nakhon Pathom, một phần của Samut Songkhram, một phần của Ratchaburi và một số vùng của tỉnh Rayong. Phương ngữ này là dạng chuẩn trong Vương quốc Ayutthaya, nhưng ngày nay chỉ còn ở Khon.
  - Phương ngữ Kanchanaburi, được nói ở Kanchanaburi. Có quan hệ họ hàng gần và đôi khi được phân loại là nhiều loại phương ngữ Suphanburi.
  - Phương ngữ Rayong, được nói ở Rayong, Bang Lamung (bên ngoài thành phố Pattaya), Sattahip và một phần của Si Racha
  - Phương ngữ Chantaburi-Trat, được nói ở Chanthaburi, Trat và phần phía Nam của Sa Kaeo và một phần tỉnh Koh Kong  của Campuchia.

### Miền Trung Thái Lan
- Vùng cốt lõi:
  - Phương ngữ Krung Thep (còn được gọi là phương ngữ Phra Nakhon; phương ngữ uy tín), được sử dụng nguyên bản ở khu vực lõi của phía Phra Nakhon của Bangkok (nhưng không phải ở phía Đông và Bắc Bangkok vốn nói tiếng Thái chuẩn), tiếng Triều Châu đan xen và một số từ ngữ thuộc tiếng Khách Gia ảnh hưởng. Hầu hết tất cả các phương tiện truyền thông ở Thái Lan hoạt động bằng phương ngữ này, đó là chủ nghĩa thông tục Phasa Klang (ngôn ngữ bắc cầu ).
  - Phương ngữ Chonburi (được gọi là phương ngữ Paet Riu ở tỉnh Chachoengsao), được nói ở hầu hết các vùng ven biển của Chonburi (các huyện Mueang Chonburi, Si Racha, Bang Lamung, bao gồm cả Pattaya), Chachoengsao (Mueang Paet Riu, Bang Khla, Ban Pho và Bang Pakong) và phần phía đông của các tỉnh Samut Prakan. Phương ngữ này rất giống với phương ngữ Krungthep.
- Bao phủ các khu vực:
  - Phương ngữ Photharam: một ngôn ngữ ở các huyện Photharam , Ban Pong và Mueang Ratchaburi. Phương ngữ này được bao bọc bởi phương ngữ Ratchaburi.
  - Khonkaen - miền Trung Thái: chủ yếu được nói bởi các thương nhân Triều Châu ở huyện Mueang Khon Kaen. Phương ngữ này được bao bọc bởi phương ngữ Khon Kaen (ngôn ngữ Isản tiêu chuẩn).
  - Phương ngữ Nangrong, hầu hết được nói bởi những thương nhân Triều Châu ở huyện Nang Rong. Phương ngữ này được bao bọc bởi phương ngữ Khon Kaen, phương ngữ Ubon (một phương ngữ Isan khác), các ngôn ngữ Bắc Khmer và dân tộc Kuy.
- Leang Ka Luang[a]
  - Phương ngữ Hatyai, được nói bởi những người không phải người Peranakan gốc Trung Quốc (đặc biệt là người Tiều) ở huyện Hat Yai (người Peranakan nói tiếng Nam Thái). Tiếng Triều Châu là chủ yếu và một số ảnh hưởng từ miền Nam Thái Lan. Phương ngữ này được bao bọc bởi miền Nam Thái Lan (phương ngữ Songkhla).
  - Phương ngữ Bandon, được nói bởi những người không phải người Peranakan có nguồn gốc Trung Quốc (đặc biệt là Triều Châu, Phúc Kiến) ở Quận Bandon; rất giống với phương ngữ Hatyai và cũng được bao bọc bởi miền Nam Thái (chủ yếu là các phương ngữ Chuẩn miền Nam Thái và Chaiya).
  - Phương ngữ Betong, được nói bởi những người không phải người Peranakan gốc Hoa (đặc biệt là tiếng Quảng Đông từ Ngọc Lâm và Triều Châu, Trung Quốc) ở khu vực Patani, phương ngữ Câu Lâu (勾漏) và Triều Châu với một số ảnh hưởng của ngôn ngữ Nam Thái và thổ ngữ Yawi. Phương ngữ này được bao gồm bởi các ngôn ngữ Nam Thái và Yawi.
- Phương ngữ Sukhothai
  - Phương ngữ Sukhothai mới: được nói ở các tỉnh Sukhothai, Kamphaeng Phet, Phichit và một phần của tỉnh Tak. Ảnh hưởng sâu từ tiếng Bắc Thái.
  - Phương ngữ Phitsanulok, hoặc phương ngữ Sukhothai cũ: được nói ở Phitsanulok, Phetchabun và một phần của tỉnh Uttaradit. Phương ngữ này là dạng tiêu chuẩn từ thời vương quốc Sukhothai.
  - Phương ngữ Pak Nam Pho, được nói ở các tỉnh Nakhon Sawan, Uthai Thani, Chainat, một phần của Phichit và một phần của tỉnh Kamphaeng Phet.

### Phương ngữ miền Nam
- Phương ngữ Ratchaburi: được nói ở Ratchaburi và hầu hết các khu vực ở tỉnh Samut Songkhram.
- Phương ngữ Prippri: được nói ở các tỉnh Phetchaburi và Prachuap Khiri Khan (ngoại trừ các huyện Thap Sakae , Bang Saphan và bang Saphan Noi).

### Các phương ngữ khác
- Tỉnh Nakhon Pathom có cộng đồng dân tộc Thái Đen sinh sống, họ thường nói tiếng Trung Thái đan xen với tiếng Thái Đen.
- Các tỉnh Chiang Rai, Phayao, Lamphun, Nan và khắp miền bắc Thái Lan có cộng đồng người Lự sinh sống. Tiếng Bắc Thái và tiếng Lự đan xen được dùng phổ biến. Ngoài ra tiếng Thái chuẩn (giọng Bangkok) cũng được sử dụng nhưng ít khi.

## Vay mượn
Tiếng Thái đã tiếp nhận rất nhiều ảnh hưởng từ các ngôn ngữ khác, đặc biệt là Môn - Khmer, tiếng Pali và tiếng Phạn.
Tiếng Thái cũng vay mượn nhiều từ ngữ của tiếng Phạn (Sanskrit) và tiếng Pali, những ngôn ngữ cổ xưa của Ấn Độ mà các nhà sư thường sử dụng để ghi chép các kinh kệ giáo lý của mình. Nhưng họ thay đổi cách phát âm để làm cho nó nghe giống như những từ Thái. Những chỗ luyến láy và nhấn trọng âm cũng bị lược bỏ đi.
Những từ Thái gốc, bản thân chúng là những khái niệm và không thay đổi theo giống, số hay cách. Cùng một từ vừa có thể làm danh từ, động từ hay tính từ tuỳ thuộc vào việc chúng đứng ở vị trí nào trong câu. Kiểu câu cơ bản là chủ ngữ - vị ngữ - bổ ngữ. Mạo từ, giới từ và liên từ không nhiều. Những biến đổi hay thay đổi được thực hiện một cách đơn giản là thêm hay bớt một hay một số từ.
Do có nhiều từ đơn âm nên trong tiếng Thái có rất nhiều những từ đồng âm. Với những từ đồng âm cần phải phân biệt nghĩa này, người ta có thể thêm vào những từ định rõ nghĩa của chúng hay thêm vào những từ đồng nghĩa.

### Bảng chi tiết những từ vay mượn
Tiếng Thái có nhiều từ vay mượn chủ yếu từ tiếng Phạn, Tamil, Pali và một số tiếng Prakrit, Khmer, Bồ Đào Nha, Hà Lan, một số ngôn ngữ địa phương của Trung Quốc và gần đây là tiếng Ả Rập (đặc biệt là nhiều thuật ngữ đạo Hồi) và tiếng Anh (đặc biệt là nhiều thuật ngữ khoa học và công nghệ).
| Từ vựng             | Phiên âm             | Dịch nghĩa                   | Từ ngôn ngữ                       | Từ gốc                                                         |
| ------------------- | -------------------- | ---------------------------- | --------------------------------- | -------------------------------------------------------------- |
| อักษร                | ặc-xỏn               | bảng chữ cái, từ khoá        | tiếng Phạn                        | अक्षर/akṣara อกฺษร                                               |
| องุ่น                 | a-ngùn               | trái nho                     | tiếng Ba Tư                       | انگور/angur                                                    |
| ภาษา                | p'ha-xả              | ngôn ngữ                     | tiếng Phạn                        | भाषा/bhāṣā ภาษา                                                  |
| ภัย                  | p'hay                | nguy hiểm                    | tiếng Phạn, tiếng Pali            | भय/bhaya ภย "risk, peril"                                      |
| บัส                  | Bặt-s                | xe buýt                      | tiếng Anh                         | bus                                                            |
| ไวโอลิน              | way-o-lin            | vĩ cầm                       | tiếng Anh                         | violin                                                         |
| อพาร์ทเมนต์           | a-p'haat^-mêên       | căn hộ, chung cư             | tiếng Anh                         | apartment                                                      |
| เทวี                 | Thê-wii              | Công chúa                    | tiếng Pali, tiếng Phạn            | देवी/devī เทวี                                                    |
| ฑีฆายุ                | thii-khaa-yú         | "sống lâu"                   | tiếng Phạn                        | दीर्घायु/dīrghāyu ทีรฺฆายุ                                            |
| ครู                  | khruu                | giáo viên                    | tiếng Phạn                        | गुरु/guru คุรุ                                                     |
| เคาน์เตอร์            | khau-tơ              | phản đối                     | tiếng Anh                         | counter                                                        |
| ชา                  | ch'aa                | trà, cây chè                 | tiếng Trung                       | 茶                                                             |
| กบาล                | ka-baan              | cái đầu                      | tiếng Pali, tiếng Phạn            | कपाल/kapāla กปาล "skull"                                        |
| คอมพิวเตอร์           | khom-p'hiu-tơ        | máy tính                     | tiếng Anh                         |                                                                |
| มหา-                | Mắ-hả                | to lớn                       | tiếng Pali, tiếng Phạn            | महा/mahā มหา                                                    |
| มนุษย์                | ma-nút               | con người (hiện tại)         | tiếng Phạn                        | मनुष्य/manuṣya มนุษฺย                                              |
| มัสยิด                | mát-sa-yít           | nhà thờ đạo Hồi              | tiếng Ả Rập                       | مسجد/masjid                                                    |
| หมี่                  | mì                   | mì sợi                       | tiếng Phúc Kiến (Trung Quốc)      | 麵                                                             |
| นรก                 | nà-rộc               | âm phủ                       | tiếng Phạn                        | नरक/naraka นรก                                                 |
| ราสเบอร์รี่            | ráat-ber-rîi         | quả phúc bồn tử              | tiếng Anh                         |                                                                |
| ราชา                | raa-chaa             | vua                          | tiếng Phạn, tiếng Pali            | राजा/rājā ราชา                                                   |
| รส                  | rốt                  | mùi vị                       | tiếng Phạn, tiếng Pali            | रस/rasa รส                                                     |
| รูป                  | Rup^                 | bức ảnh                      | tiếng Phạn, tiếng Pali            | रूप/rūpa รูป                                                     |
| สบู่                  | sa-bùu               | xà phòng                     | tiếng Bồ Đào Nha                  | Sabão                                                          |
| เซ็กซ์                | Xếk                  | tình dục, giới tính          | tiếng Anh                         |                                                                |
| สมบูรณ์               | Sổm-buun             | hoàn hảo, hoàn thành         | tiếng Phạn                        | संपूर्ण/sampūrṇa สมฺปูรฺณ ← สํปูรฺณ (từ สํ + ปูรฺณ) = hoàn thành(d) - cf." |
| ศัตรู                 | Sặt-t ruu            | kẻ thù, kẻ địch              | tiếng Phạn                        | शत्रु/śatru ศตฺรุ                                                  |
| สิงห์                 | Xỉng                 | con sư tử                    | tiếng Phạn, tiếng Pali tiếng Pali | सिंह/singha สิํห/สึห → สิงฺห                                          |
| โชเฟอร์ (phương ngữ) | C'hô-fơ              | lái xe                       | tiếng Pháp                        | chauffeur                                                      |
| สวรรค์               | Xặ-wẳn               | thiên đường                  | tiếng Phạn                        | स्वर्ग/svarga สฺวรฺค                                               |
| สุข                  | Xục                  | hạnh phúc                    | tiếng Phạn, tiếng Pali            | सुख/sukha สุข                                                    |
| สุริยา                | Xụ-rí-yaa/ sù-ri-yaa | mặt trời                     | tiếng Pali                        | Suriya สูริยา (tiếng Phạn: सूर्य/sūrya สูรฺยา)                       |
| เต้าหู้                | tau^-huu^            | tàu hũ                       | tiếng Phúc Kiến                   | 豆腐                                                           |
| แท็กซี่                | Théc-xi^             | tắc-xi                       | tiếng Anh                         |                                                                |
| ทีวี                  | thii-wii             | vô tuyến                     | tiếng Anh                         | TV                                                             |
| อุดร                 | ụ-đôn                | phía Bắc                     | tiếng Phạn, tiếng Pali            | उत्तर/uttara อุตฺตร                                               |
| ยีราฟ                | yii-rap^             | hươu cao cổ                  | tiếng Anh                         |                                                                |
| ประถม               | Prặ-thổm             | sơ đẳng, tiểu học            | tiếng Phạn                        | प्रथम/prathama ปฺรถม                                             |
| คชา                 | kha-chaa             | chỉ con voi                  | tiếng Phạn tiếng Pali             | गज/gaja คช                                                     |
| ประเทศ              | prặ-thêt^            | đất nước, quốc gia           | tiếng Phạn                        | प्रदेश/pradeśa ปฺรเทศ                                             |
| นคร                 | ná-khorn             | thành phố                    | tiếng Phạn, tiếng Pali            | नगर/nagara นคร                                                 |
| สันติ                 | Xẳn ti               | hoà bình                     | tiếng Pali                        | sānti สานฺติ (tiếng Phạn: शान्ति/śānti ศานฺติ)                        |
| ชัย                  | Ch'ay                | thắng lợi                    | tiếng Phạn, tiếng Pali            | जय/jaya ชย                                                     |
| ภูมิ                  | phuum                | đất                          | tiếng Phạn, tiếng Pali            | भूमि/bhūmi ภูมิ                                                    |
| วาจา                | waa-jaa              | từ ngữ                       | tiếng Phạn, tiếng Pali            | वाचा/vācā วาจา                                                   |
| ภาวะ                | phaa-wá              | tình trạng                   | tiếng Phạn, tiếng Pali            | भाव/bhāva ภาว                                                   |
| กษัตริย์               | ka-xặt               | vua                          | tiếng Phạn, tiếng Pali            | क्षत्रिय/kṣatriya กฺษตฺริย                                           |
| ภักดี                 | ph'ác-đi             | trung thành                  | tiếng Phạn                        | भक्ति/bhakti ภกฺติ                                                 |
| วิจารณ์               | wí-chaan             | kiểm tra lại                 | tiếng Phạn                        | विचार्ण/vicārna วิจารฺณ                                             |
| พายุ                 | phaa-yú              | cơn bão                      | tiếng Phạn, tiếng Pali            | वायु/vāyu วายุ                                                    |
| สัตว์                 | sặt                  | động vật                     | tiếng Phạn                        | सत्व/satva สตฺว                                                  |
| พินาศ                | phí-nâat             | sự phá hủy                   | tiếng Phạn                        | विनाश/vināśa วินาศ                                                |
| วิหาร                | wí-hản               | ngôi đền                     | tiếng Phạn, tiếng Pali            | विहार/vihāra วิหาร                                                |
| เวลา                | wê-laa               | thời gian                    | tiếng Phạn, tiếng Pali            | वेला/velā เวลา                                                   |
| อาสา                | aa-xả                | tình nguyện viên             | tiếng Phạn, tiếng Pali            | अभिलाष/asha                                                      |
| กระดาษ              | kra-đạt              | giấy                         | tiếng Phạn                        | कागद/kagada                                                     |
| เภตรา               | phee-traa            | tàu thủy                     | tiếng Phạn                        | वहित्र/vahitra                                                   |
| อากาศ               | aa-kàạt              | không khí                    | tiếng Phạn                        | आकाश/ākāśa                                                      |
| เทศ                 | thêt^                | kỳ lạ                        | tiếng Phạn                        | देश/deśa                                                        |
| ทุกข์                 | thúk                 | đau khổ                      | tiếng Phạn                        | दुःख/duḥkha                                                      |
| โทษ                 | thôt^                | đổ lỗi                       | tiếng Phạn                        | दोष/doṣa                                                        |
| จิตร                 | jìt                  | thiết kế                     | tiếng Phạn                        | चित्र/citra                                                      |
| ทุน                  | thun                 | quỹ                          | tiếng Phạn                        | धन/dhana                                                       |
| จันทร์                | Jăn                  | thứ 2                        | tiếng Phạn                        | चन्द्र/chandra                                                   |
| จักรวาล              | jặk-krặ-waan         | vũ trụ                       | tiếng Phạn                        | चक्रवाल/chakravala                                               |
| คุณ                  | khun                 | bạn, hữu ích                 | tiếng Phạn                        | गुण/ghuna                                                       |
| สตรี                 | Sặ-trii              | đàn bà                       | tiếng Phạn                        | स्त्री/strī                                                       |
| อาคาร               | aa-khaan             | toà nhà, cao ốc              | tiếng Phạn                        | आगार/āgāra                                                      |
| ปราสาท              | pra-sạt              | lâu đài                      | tiếng Phạn                        | प्रासाद/prāsāda                                                   |
| นาม                 | naam                 | tên gọi                      | tiếng Phạn                        | नाम/nama                                                        |
| ชีวา                 | chii-waa             | (đang) sống                  | tiếng Phạn                        | जीव/jīva                                                        |
| กระจก               | kra-chòk             | gương, kính                  | tiếng Phạn                        | casaka                                                         |
| กรุณา                | ka-rú-naa            | làm ơn, từ bi                | tiếng Phạn                        | करुण/karuṇa                                                     |
| พิเศษ                | ph'í-xệt             | đặc biệt                     | tiếng Phạn                        | विशेष/viśeṣa                                                     |
| พุทธิ                 | ph'út-thí            | sự thông minh                | tiếng Phạn                        | बुद्धि/buddhi                                                     |
| หิมะ                 | Hị-mắ                | tuyết                        | tiếng Phạn                        | हिम/hima                                                        |
| เมฆ                 | mêek^                | mây                          | tiếng Phạn                        | मेघ/megha                                                       |
| ตรีศูล                | trii-xủun            | đinh ba                      | tiếng Phạn                        | त्रिशूल/triśūla                                                   |
| วิทยา                | wít-tha-yaa          | khoa học                     | tiếng Phạn                        | विद्या/vidyā = "hiểu biết"                                        |
| สัปดาห์               | Xặp-đa               | tuần                         | tiếng Phạn                        | सप्ताह/saptāha                                                   |
| บริษัท                | bo-rí-xặt            | công ty                      | tiếng Phạn                        | परिषद्/pariṣad                                                   |
| สมาคม               | sa-maa-khom          | sự kết hợp                   | tiếng Phạn                        | समागम/samāgama                                                  |
| ชีวิต                 | chii-wít             | cuộc sống, đời sống, sự sống | Sanskrit                          | जीवित/jīvita                                                     |
| อาหาร               | a-hản                | thức ăn                      | tiếng Phạn                        | आहार/āhāra                                                      |
| หนอง                | noỏng                | mủ                           | tiếng Trung                       | tiếng Trung: 膿; Hán-Việt: nùng; bính âm: nóng                 |
| อ่าว                 | Ào                   | vũng, vịnh                   | tiếng Phúc Kiến                   | tiếng Trung: 澳; Hán-Việt: áo; Bạch thoại tự: àu               |
| อาน                 | aan                  | yên                          | tiếng Phúc Kiến                   | tiếng Trung: 鞍; Hán-Việt: yên, an; Bạch thoại tự: an          |

## Bảng chữ cái và quy tắc trong tiếng Thái
Tiếng Thái có 44 phụ âm, cộng thêm 9 nguyên âm được viết theo 14 cách khác nhau. 16 trong số 44 phụ âm là thực ra không cần thiết vì chỉ có 28 phụ âm là cơ bản, còn lại là các phụ âm ghép.
Ngoài ra còn có 4 dấu thanh (mái ệc, mái thô, mái tri, mái chặt-ta-wa), thanh bằng không có dấu và 28 dấu nguyên âm. Các văn bản tiếng Thái được đọc từ trái qua phải, và giữa các từ trong cùng một câu thì không chừa khoảng cách, điều này chắc chắn gây nhiều khó khăn cho những người mới đầu học tiếng Thái.

### Phụ âm
Trong tiếng Thái có 44 phụ âm tạo thành 20 giọng phụ âm. Trong các phụ âm sau đây, vần đầu tiên để chỉ dạng thức của phụ âm (thường đi với chữ nguyên âm), và chữ đi sau vần là tên để nhận dạng phụ âm đó.
Các 44 phụ âm này được chia làm 3 lớp: Cao, Trung và Thấp, để biểu thị cho cách đọc khi đi với các dấu. Trong 44 phụ âm, có 2 phụ âm không còn dùng nữa là: ฃ và ฅ 
| Ký tự | Tên gọi    | Tên gọi                | Tên gọi                    | RTGS       | RTGS        | IPA        | IPA         | Lớp   | Ghi chú       |
| Ký tự | Tiếng Thái | RTGS                   | Ý nghĩa                    | Phụ âm đầu | Phụ âm cuối | Phụ âm đầu | Phụ âm cuối | Lớp   | Ghi chú       |
| ----- | ---------- | ---------------------- | -------------------------- | ---------- | ----------- | ---------- | ----------- | ----- | ------------- |
| ก     | ก ไก่       | ko kày                 | con gà                     | k          | k           | [k]        | [k̚]         | trung |               |
| ข     | ข ไข่       | kho khày               | quả trứng                  | kh         | k           | [kʰ]       | [k̚]         | cao   |               |
| ฃ     | ฃ ขวด      | khỏ khuột              | cái chai, lọ               | kh         | k           | [kʰ]       | [k̚]         | cao   | Đã bị lược bỏ |
| ค     | ค ควาย     | kho khoai              | con trâu                   | kh         | k           | [kʰ]       | [k̚]         | thấp  |               |
| ฅ     | ฅ คน       | kho khôn               | con người                  | kh         | k           | [kʰ]       | [k̚]         | thấp  | Đã bị lược bỏ |
| ฆ     | ฆ ระฆัง     | kho rá-khăng           | cái chuông                 | kh         | k           | [kʰ]       | [k̚]         | thấp  |               |
| ง     | ง งู        | ngo ngu                | con rắn                    | ng         | ng          | [ŋ]        | [ŋ]         | thấp  |               |
| จ     | จ จาน      | cho chan               | cái đĩa                    | ch         | t           | [tɕ]       | [t̚]         | trung |               |
| ฉ     | ฉ ฉิ่ง       | chỏ chìng              | cái chũm chọe              | ch         | –           | [tɕʰ]      | –           | cao   |               |
| ช     | ช ช้าง      | cho cháng              | con voi                    | ch         | t           | [tɕʰ]      | [t̚]         | thấp  |               |
| ซ     | ซ โซ่       | xo xô                  | dây xích                   | s          | t           | [s]        | [t̚]         | thấp  |               |
| ฌ     | ฌ เฌอ      | chò chơ                | cái cây                    | ch         | –           | [tɕʰ]      | –           | thấp  |               |
| ญ     | ญ หญิง      | yo yỉng hoặc nyo nyỉnh | phụ nữ                     | y (ny)     | n           | [j]        | [n]         | thấp  |               |
| ฎ     | ฎ ชฎา      | đo chá-đaa             | mũ đội đầu chada           | d          | t           | [d]        | [t̚]         | trung |               |
| ฏ     | ฏ ปฏัก      | to pá-tặk              | cái giáo, lao              | t          | t           | [t]        | [t̚]         | trung |               |
| ฐ     | ฐ ฐาน      | thỏ thản               | cái bệ, đôn                | th         | t           | [tʰ]       | [t̚]         | cao   |               |
| ฑ     | ฑ มณโฑ     | tho môn-thô            | nhân vật Montho (Ramayana) | th         | t           | [tʰ]       | [t̚]         | thấp  |               |
| ฒ     | ฒ ผู้เฒ่า     | tho phu-thao           | người già                  | th         | t           | [tʰ]       | [t̚]         | thấp  |               |
| ณ     | ณ เณร      | no nên                 | nhà sư                     | n          | n           | [n]        | [n]         | thấp  |               |
| ด     | ด เด็ก      | đo đệk                 | đứa trẻ                    | d          | t           | [d]        | [t̚]         | trung |               |
| ต     | ต เต่า      | to tàu                 | con rùa                    | t          | t           | [t]        | [t̚]         | trung |               |
| ถ     | ถ ถุง       | thỏ thủng              | cái túi                    | th         | t           | [tʰ]       | [t̚]         | cao   |               |
| ท     | ท ทหาร     | tho thá-hản            | bộ đội                     | th         | t           | [tʰ]       | [t̚]         | thấp  |               |
| ธ     | ธ ธง       | tho thung              | lá cờ                      | th         | t           | [tʰ]       | [t̚]         | thấp  |               |
| น     | น หนู       | no nủ                  | con chuột                  | n          | n           | [n]        | [n]         | thấp  |               |
| บ     | บ ใบไม้     | bo bay-mái             | cái lá                     | b          | p           | [b]        | [p̚]         | trung |               |
| ป     | ป ปลา      | po pla                 | con cá                     | p          | p           | [p]        | [p̚]         | trung |               |
| ผ     | ผ ผึ้ง       | phỏ phừng              | con ong                    | ph         | –           | [pʰ]       | –           | cao   |               |
| ฝ     | ฝ ฝา       | fo fa                  | cái nắp, vung              | f          | –           | [f]        | –           | cao   |               |
| พ     | พ พาน      | pho phan               | cái khay kiểu Thái         | ph         | p           | [pʰ]       | [p̚]         | thấp  |               |
| ฟ     | ฟ ฟัน       | fo fàn                 | cái răng                   | f          | p           | [f]        | [p̚]         | thấp  |               |
| ภ     | ภ สำเภา    | pho sảm-phao           | thuyền buồm                | ph         | p           | [pʰ]       | [p̚]         | thấp  |               |
| ม     | ม ม้า       | mo má                  | con ngựa                   | m          | m           | [m]        | [m]         | thấp  |               |
| ย     | ย ยักษ์      | yo yắk                 | khổng lồ, dạ-xoa           | y          | – hoặc n    | [j]        | – hoặc [n]  | thấp  |               |
| ร     | ร เรือ      | ro rưa                 | cái thuyền (nói chung)     | r          | n           | [r]        | [n]         | thấp  |               |
| ล     | ล ลิง       | lo ling                | con khỉ                    | l          | n           | [l]        | [n]         | thấp  |               |
| ว     | ว แหวน     | wo wẻn                 | cái nhẫn                   | w          | –           | [w]        | –           | thấp  |               |
| ศ     | ศ ศาลา     | sỏ sảla                | cái chòi                   | s          | t           | [s]        | [t̚]         | cao   |               |
| ษ     | ษ ฤๅษี      | sỏ rư-sỉ               | thầy tu                    | s          | t           | [s]        | [t̚]         | cao   |               |
| ส     | ส เสือ      | sỏ sửa                 | con hổ                     | s          | t           | [s]        | [t̚]         | cao   |               |
| ห     | ห หีบ       | hỏ hiịp                | cái hộp, hòm               | h          | –           | [h]        | –           | cao   |               |
| ฬ     | ฬ จุฬา      | lo chù-la              | con diều                   | l          | n           | [l]        | [n]         | thấp  |               |
| อ     | อ อ่าง      | o àng                  | cái chậu                   | –          | –           | [ʔ]        | –           | trung |               |
| ฮ     | ฮ นกฮูก     | ho nốk-húk             | con cú                     | h          | –           | [h]        | –           | thấp  |               |

Ghi chú
1. ^  Nét cong dưới chữ cái ญ được lược bỏ khi có chữ cái khác đi kèm, ví dụ: ญ + ◌ู = ญู
2. ^  Tương tự ญ, ฐ + ◌ู = ฐู
3. ^  Khi ย đứng cuối cùng một âm, nó thường là một phần của nguyên âm trong âm đó. Ví dụ: mai (หมาย, [maːj˩˥]), muai (หมวย, [muaj˩˥]), roi (โรย, [roːj˧]), thui (ทุย, [tʰuj˧]). Ngoại lệ, trong một số trường hợp ย không phải một phần của nguyên âm mà là một phụ âm cuối, ví dụ: phinyo (ภิยโย, [pʰĩn˧.joː˧]).
4. ^  Khi ว đứng cuối cùng một âm, nó luôn luôn là một phần của nguyên âm trong âm đó. Ví dụ: hio (หิว, [hiw˩˥]), kao (กาว, [kaːw˧]), klua (กลัว, [kluːa˧]), reo (เร็ว, [rew˧]).
5. ^  Trong một số trường hợp, อ trở thành phụ âm câm khi đứng đầu một âm bắt đầu bằng nguyên âm.

### Nguyên âm
Trong tiếng Thái có 32 nguyên âm tạo thành 9 giọng nguyên âm ngắn, 9 giọng nguyên âm dài, 3 hợp âm. Trong ngôn ngữ Thái nguyên âm không bao giờ đứng đầu câu. Nguyên âm có thể được viết trên, dưới, trước và sau các phụ âm. Các nguyên âm kép (gọi chung cho những nguyên âm có 2 ký tự trở lên) có thể ở hai bên của phụ âm. Sau đây là bản thứ tự của các nguyên âm trong tiếng Thái.
| Ký tự                                        | Tên gọi    | Tên gọi                                 | Kết hợp tạo thành chữ                                                                              |
| Ký tự                                        | Tiếng Thái | RTGS                                    | Kết hợp tạo thành chữ                                                                              |
| -------------------------------------------- | ---------- | --------------------------------------- | -------------------------------------------------------------------------------------------------- |
| ะ                                            | วิสรรชนีย์    | Wisanchani (từ tiếng Phạn: visarjanīya) | ◌ะ; ◌ัวะ; เ◌ะ; เ◌อะ; เ◌าะ; เ◌ียะ; เ◌ือะ; แ◌ะ; โ◌ะ                                                     |
| ◌ั                                            | ไม้หันอากาศ  | Mai han a-kat                           | ◌ั◌; ◌ัว; ◌ัวะ                                                                                        |
| ◌็                                            | ไม้ไต่คู้      | Mai tai khu                             | ◌็; ◌็อ◌; เ◌็◌; แ◌็◌                                                                                   |
| า                                            | ลากข้าง     | Lak khang                               | ◌า; ◌า◌; ำ; เ◌า; เ◌าะ                                                                              |
| ◌ิ                                            | พินทุอิ       | Phinthu i                               | ◌ิ; เ◌ิ◌; ◌ี; ◌ี◌; เ◌ีย; เ◌ียะ; ◌ื◌; ◌ือ; เ◌ือ; เ◌ือะ                                                        |
| style="font-size: 150%; text-align:center" ◌ี | ฝนทอง      | Fon thong                               | ◌ี; ◌ี◌; เ◌ีย; เ◌ียะ                                                                                   |
| style="font-size: 150%; text-align:center" ◌ื | ฟันหนู       | Fan nu                                  | ◌ื◌; ◌ือ; เ◌ือ; เ◌ือะ                                                                                  |
| ◌ํ                                            | นิคหิต       | Nikkhahit                               | ◌ึ; ◌ึ◌; ◌ำ                                                                                          |
| ◌ุ                                            | ตีนเหยียด    | Tin yiat                                | ◌ุ; ◌ุ◌                                                                                              |
| ◌ู                                            | ตีนคู้        | Tin khu                                 | ◌ู; ◌ู◌                                                                                              |
| เ                                            | ไม้หน้า      | Mai na                                  | เ◌; เ◌◌; เ◌็◌; เ◌อ; เ◌อ◌; เ◌อะ; เ◌า; เ◌าะ; เ◌ิ◌; เ◌ีย; เ◌ีย◌; เ◌ียะ; เ◌ือ; เ◌ือ◌; เ◌ือะ; แ◌; แ◌◌; แ◌็◌; แ◌ะ |
| โ                                            | ไม้โอ       | Mai o                                   | โ◌; โ◌◌; โ◌ะ                                                                                       |
| ใ                                            | ไม้ม้วน      | Mai muan                                | ใ◌                                                                                                 |
| ไ                                            | ไม้มลาย     | Mai malai                               | ไ◌                                                                                                 |
| อ                                            | ตัว อ       | Tua o                                   | ◌อ; ◌็อ◌; ◌ือ; เ◌อ; เ◌อ◌; เ◌อะ; เ◌ือ; เ◌ือะ                                                            |
| ย                                            | ตัว ย       | Tua yo                                  | เ◌ีย; เ◌ีย◌; เ◌ียะ                                                                                    |
| ว                                            | ตัว ว       | Tua wo                                  | ◌ัว; ◌ัวะ                                                                                            |
| ฤ                                            | ตัว ฤ       | Tua rue                                 | ฤ                                                                                                  |
| ฤๅ                                           | ตัว ฤๅ      | Tua rue                                 | ฤๅ                                                                                                 |
| ฦ                                            | ตัว ฦ       | Tua lue                                 | ฦ                                                                                                  |
| ฦๅ                                           | ตัว ฦๅ      | Tua lue                                 | ฦๅ                                                                                                 |
| Ghi chú: 1. ^ Luôn đi kèm với phinthu i (◌ิ). |            |                                         | |

#### Nguyên âm kép
|                           | Trước          | Trước          | Sau            | Sau      | Sau      | Sau     |
| không tròn môi            | không tròn môi | không tròn môi | không tròn môi | tròn môi | tròn môi |         |
| ngắn                      | dài            | ngắn           | dài            | ngắn     | dài      |         |
| ------------------------- | -------------- | -------------- | -------------- | -------- | -------- | ------- |
| Nguyên âm ghép trên -dưới | /i/ -ิ          | /iː/ -ี         | /ɯ/ -ึ          | /ɯː/ -ื   | /u/ -ุ    | /uː/ -ู  |
| Nguyên âm ghép đầu-cuối   | /e/ เ-ะ        | /eː/ เ-        | /ɤ/ เ-อะ       | /ɤː/ เ-อ | /o/ โ-ะ  | /oː/ โ- |
| Nguyên âm ghép mở giữa -  | /ɛ/ แ-ะ        | /ɛː/ แ-        |                |          | /ɔ/ เ-าะ | /ɔː/ -อ |
| Nguyên âm ghép - một phần |                |                | /a/ -ะ, -ั      | /aː/ -า  |          |         |

#### 9 nguyên âm ngắn và 9 nguyên âm dài
| Nguyên âm dài | Nguyên âm dài | Nguyên âm dài | Nguyên âm dài    | Nguyên âm ngắn | Nguyên âm ngắn | Nguyên âm ngắn | Nguyên âm ngắn   |
| Chữ Thái      | IPA           | IPA           | Ý nghĩa          | Chữ Thái       | IPA            | IPA            | Ý nghĩa          |
| ------------- | ------------- | ------------- | ---------------- | -------------- | -------------- | -------------- | ---------------- |
| –า            | /aː/          | /fǎːn/        | 'cắt (dùng dao)' | –ะ             | /a/            | /fǎn/          | 'giấc mơ'        |
| –ี             | /iː/          | /krìːt/       | 'cắt (dùng kéo)' | –ิ              | /i/            | /krìt/         | 'dao găm dài'    |
| –ู             | /uː/          | /sùːt/        | 'thở vào'        | –ุ              | /u/            | /sùt/          | 'cận kề'         |
| เ–            | /eː/          | /ʔēːn/        | 'nằm tựa lên'    | เ–ะ            | /e/            | /ʔēn/          | 'dây chằng (cơ)' |
| แ–            | /ɛː/          | /pʰɛ́ː/        | 'bị đánh bại'    | แ–ะ            | /ɛ/            | /pʰɛ́ʔ/         | 'con dê'         |
| –ื             | /ɯː/          | /kʰlɯ̂ːn/      | 'sóng'           | –ึ              | /ɯ/            | /kʰɯ̂n/         | 'đi lên'         |
| เ–อ           | /ɤː/          | /dɤ̄ːn/        | 'đi bộ'          | เ–อะ           | /ɤ/            | /ŋɤ̄n/          | 'bạc'            |
| โ–            | /oː/          | /kʰôːn/       | 'ngã xuống'      | โ–ะ            | /o/            | /kʰôn/         | 'đặc (súp)'      |
| –อ            | /ɔː/          | /klɔːŋ/       | 'trống'          | เ–าะ           | /ɔ/            | /klɔ̀ŋ/         | 'hộp'            |

#### Các nguyên âm có nghĩa tương đồng
| Dài  | Dài   | Ngắn          | Ngắn |
| Thái | IPA   | Thái          | IPA  |
| ---- | ----- | ------------- | ---- |
| –าย  | /aːj/ | ไ–*, ใ–*, ไ–ย | /aj/ |
| –าว  | /aːw/ | เ–า*          | /aw/ |
| เ–ีย  | /iːa/ | เ–ียะ          | /ia/ |
| –    | –     | –ิว            | /iw/ |
| –ัว   | /uːa/ | –ัวะ           | /ua/ |
| –ูย   | /uːj/ | –ุย            | /uj/ |
| เ–ว  | /eːw/ | เ–็ว           | /ew/ |
| แ–ว  | /ɛːw/ | –             | –    |
| เ–ือ  | /ɯːa/ | –             | –    |
| เ–ย  | /ɤːj/ | –             | –    |
| –อย  | /ɔːj/ | –             | –    |
| โ–ย  | /oːj/ | –             | –    |

#### 3 hợp âm của nguyên âm
| Thái | IPA   |
| ---- | ----- |
| เ–ียว | /iow/ |
| –วย  | /uɛj/ |
| เ–ือย | /ɯɛj/ |

## Đại từ nhân xưng
| Từ        | RTGS             | Ngữ nghĩa |
| --------- | ---------------- | --- |
| ผม        | phom             | Tôi (khi người nói là nam, kiểu dùng chuẩn) |
| ดิฉัน       | dichan           | Tôi (khi người nói là nữ, kiểu dùng chuẩn) |
| ฉัน        | chan             | Tôi (thường dùng bởi phụ nữ, kiểu dùng thông tục có thể hiểu như 'tui (miền Nam Việt Nam)') |
| คุณ        | khun             | Bạn (dùng lịch sự) |
| ท่าน       | thaan            | Ngài (quý ngài - từ trang trọng, cho người có vai trò cao) |
| เธอ       | thoe             | Bạn (thông tục), cô/anh ấy (thông tục) |
| เรา       | rao              | Chúng tôi, chúng ta |
| พวกเขา    | phuak khao       | Họ; (mấy/các) cô/anh ấy (số nhiều) |
| มัน        | man              | nó (dùng cho vật, hoặc đối tượng không muốn xưng hô lịch sự) |
| เขา       | khao             | Anh ấy, cô ấy (dùng chuẩn) |
| พี่         | phi              | Chị gái, anh trai (thường kèm thêm từ khác hay đứng một mình). V.d: pì Nam là anh Nam. Sở dĩ từ ผี่ vốn là từ mà các nhóm dân tộc Thái (như Thái Đen, Lào, Shan, người Lự,...) và cả Thái Lan đều sử dụng. |
| น้อง       | nong             | Em (người lớn gọi người nhỏ tuổi hơn mình, dùng cho cả nam và nữ).Sở dĩ từ น้อง vốn là từ mà các nhóm dân tộc Thái (như Thái Đen, Lào, Shan, người Lự,...) và cả Thái Lan đều sử dụng.                    |
| ลูกพี่ ลูกน้อง | luk phi luk nong | con anh (chị), con em (dùng cho nam và nữ) |

## Từ đệm
Từ đệm là từ biểu lộ cảm xúc, được dùng để biểu lộ cảm xúc hay làm cho câu nói nhẹ nhàng hơn và có ngữ điệu hơn.
Các từ đệm thông dụng nhất là:
| Từ             | RTGS | IPA    | Ngữ nghĩa                                             |
| -------------- | ---- | ------ | ----------------------------------------------------- |
| จ๊ะ             | cha  | [tɕaʔ] | Tạm dịch: dạ, vâng ạ                                  |
| จ้ะ, จ้า hoặc จ๋า | cha  | [tɕaː] | Tạm dịch: hả, gì                                      |
| ละ hoặc ล่ะ     | la   | [laʔ]  | Tạm dịch: nhé                                         |
| สิ              | si   | [siʔ]  | Tạm dịch: kìa, kia kìa                                |
| นะ             | na   | [naʔ]  | Nâng cảm xúc câu. Có thể xem như nha trong tiếng Việt |